# Kanton Saint-Lô-Ouest
Kanton Saint-Lô-Ouest (francouzsky Canton de Saint-Lô-Ouest) byl francouzský kanton v departementu Manche v regionu Dolní Normandie. Tvořilo ho pět obcí. Zrušen byl po reformě kantonů 2014.

## Obce kantonu
- Agneaux
- Le Mesnil-Rouxelin
- Rampan
- Saint-Georges-Montcocq
- Saint-Lô (západní část)